# Трихлорид бору

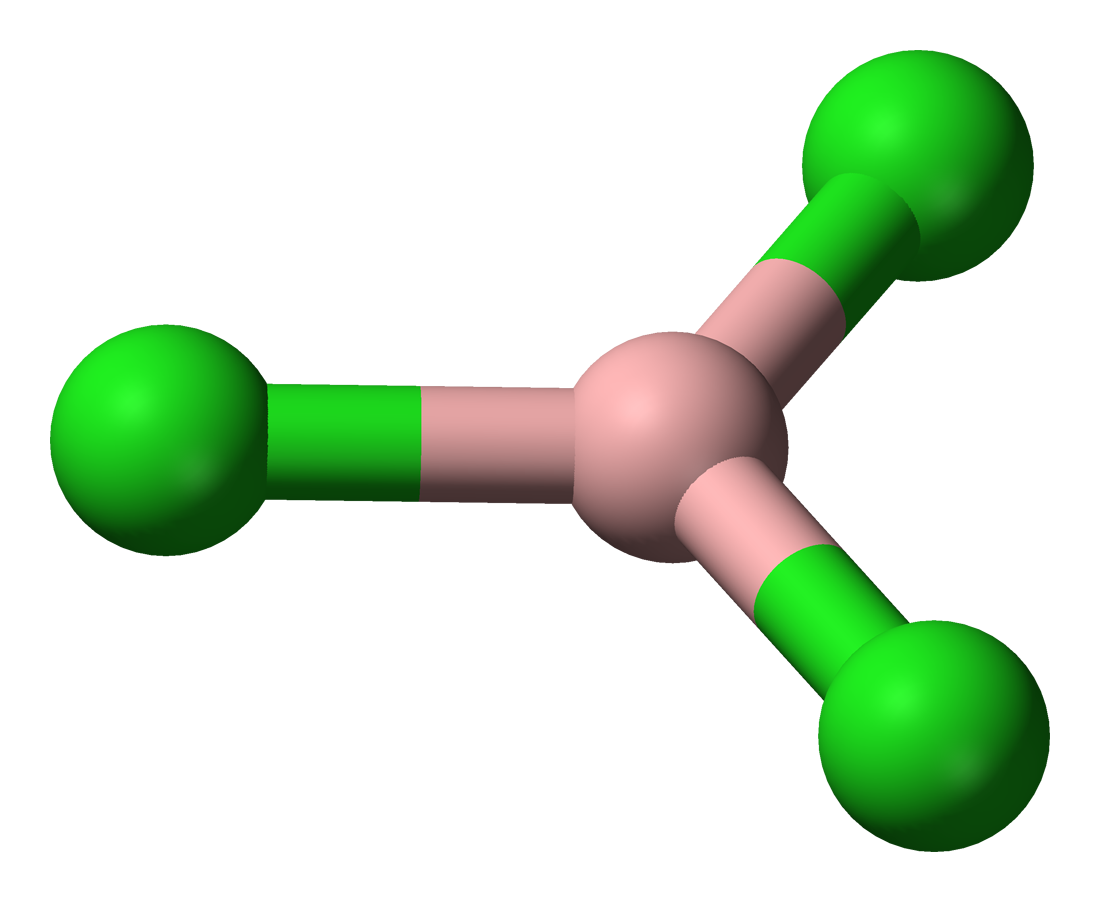
Тривимірна структура хлориду бору

Хлори́д бо́ру — це бінарна неорганічна сполука з хімічною формулою {\displaystyle {\ce {BCl3}}}.
Хлорид бору є безбарвним токсичним газом і використовується як кислота Льюїса в органічному синтезі. Дуже реакційноздатний при взаємодії з водою.

## Будова
BCl3, як і інші галогеніди бору, має тригональну планарну структуру з довжиною зв'язку B-Cl 175 пікометрів. Така коротка відстань зв'язку B-Cl пояснюється наявністю π-зв'язку. BCl3 не утворює димерів, як-от AlCl3 або GaCl3.

## Отримання
В промисловості хлорид бору отримують шляхом хлорування оксиду бору в присутності елементарного вуглецю за температури 501 °C:
{\displaystyle {\ce {B2O3 + 3C + 3Cl2 -> 2BCl3 + 3CO}}}
В лабораторних умовах хлорид бору отримують при взаємодії фториду бору з хлоридом алюмінію:
{\displaystyle {\ce {BF3 + AlCl3 -> BCl3 + AlF3}}}